# Либийски динар
Либийският динар е паричната единица на Либия. Дели се на 1000 дирхама. Отбелязва се с LD или ل.د.

## История
Докато Либия е била част от Османската империя, официалната валута на страната е Испанският пиастър, но след 1844 г. се създават и официални либийски монети. Когато Либия е италианска колония, официалната валута е била италианската лира. През 1943 г., когато Либия е поделена на френски и британски територии, валутата е в зависимост от държавата, която управлява дадената територия, за френските територии - франк, а за английските - лира.
След независимостта през 1951 г., власите въвеждат нова валута – либийски фунт (LYP), представляваща равностойността на 480 лири и 980 франка. През 1971, след идването на власт на Муамар Кадафи, фунтът се заменя в съотношение 1:1 с динара, а милема с дирхама.
Динарът се издава от Либийската централна банка, която управлява банковата система в страната.